# Danielle Justin
Danielle Justin (9 mei 1952) is een Belgische atlete, die zich had toegelegd op de lange afstand en het veldlopen. Zij nam eenmaal deel aan de Europese kampioenschappen en werd eenmaal Belgisch kampioene.

## Biografie
Justin werd in 1978 Belgisch kampioene op de 3000 m. Op dat nummer werd ze dat jaar twintigste op de Europees kampioenschappen in Praag. 
Justin bleef actief bij de masters. Zo werd ze in 2009 wereldkampioene in haar leeftijdscategorie op de 10.000 m. 

### Clubs
Justin was aangesloten bij Malmedy AC. Tegenwoordig is ze actief bij RFC Luik.

## Belgische kampioenschappen
| Onderdeel | Jaar |
| --------- | ---- |
| 3000 m    | 1978 |

## Palmares

### 3000 m
- 1978:  BK AC - 9.25,2
- 1978: 20e EK in Praag  - 9.24,0

### 20 km
- 1982:  20 km van Brussel – 1:12.42